# Keyhole Island
Keyhole Island (von englisch keyhole ‚Schlüsselloch‘) ist eine kleine Insel vor der Fallières-Küste des Grahamlands auf der Antarktischen Halbinsel. Sie liegt 8 km südöstlich der Terra Firma Islands im südwestlichen Teil der Mikkelsen Bay.
Wissenschaftler des Falkland Islands Dependencies Survey nahmen 1948 erste Vermessungen der Insel vor. Sie benannten die Insel nach einem Gewölbe aus Eis, das sie auf der Insel gesichtet hatten und das sie an ein Schlüsselloch erinnerte.